# Estadio Fredis Saldívar
El Estadio Fredis Saldívari, popularmente conocido como Douradão, es un recinto deportivo ubicado en la ciudad de Dourados, estado de Mato Grosso do Sul, Brasil. Cuenta con una capacidad de 30.000 espectadores, fue inaugurado el 12 de abril de 1986.
Actualmente juegan de local los equipos de CD Sete de Setembro y Ubiratan Esporte Clube.